# Кондруцкий, Алексей Иванович
Алексе́й Ива́нович Кондру́цкий (1913—1983) — старшина Рабоче-крестьянской Красной Армии, участник Великой Отечественной войны, Герой Советского Союза (1945).

## Биография
Алексей Кондруцкий родился 30 марта 1913 года в деревне Овсянниково (ныне — Мещовский район Калужской области). После окончания начальной школы работал в колхозе на хуторе Свободный Труд (ныне — Каневской район Краснодарского края). В мае 1941 года Кондруцкий был призван на службу в Рабоче-крестьянскую Красную Армию. С июня того же года — на фронтах Великой Отечественной войны. К апрелю 1945 года сержант Алексей Кондруцкий был помощником командира взвода 806-го стрелкового полка 235-й стрелковой дивизии 43-й армии 3-го Белорусского фронта. Отличился во время боёв в Восточной Пруссии.
6 апреля 1945 года на подступах к Кёнигсбергу Кондруцкий в критический момент боя поднял бойцов взвода в атаку и одним из первых преодолел канал рядом с фортом № 5. Забросав гранатами две амбразуры форта, он уничтожил более 10 вражеских солдат, а затем в составе передового отряда прорвался к немецким траншеям, лично уничтожив около взвода пехотинцев противника.
Указом Президиума Верховного Совета СССР от 19 апреля 1945 года сержант Алексей Кондруцкий был удостоен высокого звания Героя Советского Союза с вручением ордена Ленина и медали «Золотая Звезда».
В 1945 году в звании старшины Кондруцкий был демобилизован. Проживал на хуторе Ленинский Каневского района, работал в колхозе. Скончался 8 января 1983 года.
Бы также награждён орденом Красной Звезды и рядом медалей.